# Letland op het Eurovisiesongfestival 2021
Letland nam deel aan het Eurovisiesongfestival 2021 in Rotterdam, Nederland. Het was de 21ste deelname van het land aan het Eurovisiesongfestival. LTV was verantwoordelijk voor de Letse bijdrage voor de editie van 2021.

## Selectieprocedure
Nadat in maart 2020 het Eurovisiesongfestival 2020 werd geannuleerd vanwege de COVID-19-pandemie, maakte LTV reeds op 16 mei 2020 bekend dat het ook in 2021 zou deelnemen aan het Eurovisiesongfestival. Samanta Tīna, die in de nationale finale het voorrecht had gewonnen om haar vaderland te vertegenwoordigen op het Eurovisiesongfestival 2020, werd door de omroep intern geselecteerd voor deelname aan de komende editie van het festival. Het was voor het eerst in de geschiedenis dat de Letse bijdrage voor het Eurovisiesongfestival niet via een nationale finale werd geselecteerd.
Het nummer waarmee ze naar Rotterdam zou afzakken werd op 12 maart 2021 vrijgegeven. Het kreeg als titel The Moon is rising.

## In Rotterdam
Letland trad aan in de tweede halve finale, op donderdag 20 mei 2021. Samanta Tīna was als vijftiende van zeventien acts aan de beurt, net na Blind Channel uit Finland en gevolgd door Gjon's Tears uit Zwitserland. Letland eindigde uiteindelijk op de zeventiende en laatste plek, met amper 14 punten. Het was voor de vijfde keer in de geschiedenis dat Letland met de rode lantaarn naar huis ging en de vierde opeenvolgende keer dat het land zich niet wist te plaatsen voor de finale.
2000 · 2001 · 2002 · 2003 · 2004 · 2005 · 2006 · 2007 · 2008 · 2009 · 2010 · 2011 · 2012 · 2013 · 2014 · 2015 · 2016 · 2017 · 2018 · 2019 · 2020 · 2021 · 2022 · 2023 · 2024 · 2025
Albanië · Australië · Azerbeidzjan · België · Bulgarije · Cyprus · Denemarken · Duitsland · Estland · Finland · Frankrijk · Georgië · Griekenland · Ierland · IJsland · Israël · Italië · Kroatië · Letland · Litouwen · Malta · Moldavië · Nederland · Noord-Macedonië · Noorwegen · Oekraïne · Oostenrijk · Polen · Portugal · Roemenië · Rusland · San Marino · Servië · Slovenië · Spanje · Tsjechië · Verenigd Koninkrijk · Zweden · Zwitserland